# UCI Nations’ Cup U23 2016
Der UCI Nations’ Cup U23 2016 ist die 10. Austragung des UCI Nations’ Cup U23, einer seit der Saison 2007 stattfindenden Serie der wichtigsten Rennen im Straßenradsport für Männer U23.

## Rennen
Nationencup-Rennen
| Datum          | Rennen                           | Sieger                |
| -------------- | -------------------------------- | --------------------- |
| 27. März       | Gent–Wevelgem / Kattekoers–Ieper | Mads Pedersen         |
| 9. April       | Flandern-Rundfahrt U23           | David Per             |
| 15.–16. April  | ZLM Tour                         | Amund Grøndahl Jansen |
| 3.–5. Juni     | Course de la Paix U23            | David Gaudu           |
| 31. Juli       | Trophée Almar                    | Alexander Kulikowski  |
| 20.–27. August | Tour de l’Avenir                 | David Gaudu           |

Internationale Meisterschaften
| Datum         | Rennen                                                          | Sieger                      |
| ------------- | --------------------------------------------------------------- | --------------------------- |
| 23. Januar    | Asiatische Radsportmeisterschaften – U23-Straßenrennen          | Mehdi Rajabi                |
| 21. Mai       | Panamerikanische Straßen-Radmeisterschaften – U23-Straßenrennen | José Luis Rodríguez Aguilar |
| 16. September | UEC-Straßen-Europameisterschaften – U23-Straßenrennen           | Aljaksandr Rabuschenka      |

## Gesamtwertung
| Position | Nation                 | Punkte |
| -------- | ---------------------- | ------ |
| 1        | Frankreich             | 134    |
| 2        | Norwegen               | 85     |
| 3        | Italien                | 85     |
| 4        | Vereinigtes Königreich | 82     |
| 5        | Belgien                | 61     |
| 6        | Russland               | 53     |
| 7        | Vereinigte Staaten     | 44     |
| 8        | Dänemark               | 40     |
| 9        | Slowenien              | 39     |
| 10       | Niederlande            | 32     |